# ネチケット
ネチケット（英語：netiquette）とは、インターネットや電子メールなどのネットワークを利用する上でのマナーのこと。1980年代にアメリカで生まれた言葉で、日本ではパソコン通信が盛況だった1980年代後半から使われた。ネットワーク（network）とエチケット（etiquette） を組み合わせたかばん語で、「ネットマナー」、「ネチケ」などとも呼ばれる。日常生活でのマナーを基本に、ネット上の特性を追加したエチケットなので、ネチケットの中には挨拶やことば遣いなどの実生活のマナーも含まれるが、本項では特にインターネット上のネチケットについて解説する。
ネチケットは、インターネット上でコミュニケーションを行う際や、ウェブサイトや電子メールなどを利用する際など、様々な場面で必要とされている。ネチケットは厳密に定められている規則ではなく、他人への配慮を心がけるなど、社会で最低限必要とされていることに基づいたものが多い。また、コンピュータネットワーク特有の技術的な問題を防ぐためのネチケットも数多く存在する（後述）。
ネチケットに関するガイドラインとしては、1995年（平成7年）に発行されたRFC 1855 "Netiquette Guidelines"、1996年（平成8年）に通商産業省と電子ネットワーク協議会がまとめた「電子ネットワーク事業における倫理問題に係る自主ガイドライン」がある。

## 具体的な例
文字
- 技術的な問題を避けるために、半角カナや機種依存文字の使用を控える。

電子メール
- 件名を簡潔にし、本文は明確する。
- 大容量のファイルを送信しない。
- 同報にはBCCを利用する。

危機回避
- 知らないアドレスからのメールは開封しない。
- チェーンメールに参加しない。
- 電子掲示板やチャットなどに個人情報を記載しない。